# Equitazione ai Giochi della XXXIII Olimpiade - Dressage individuale
La competizione di dressage individuale ai Giochi della XXXIII Olimpiade di Parigi si è svolta dal 30 luglio al 4 agosto 2024 presso la Reggia di Versailles.
La tedesca Jessica von Bredow-Werndl, con il cavallo TSF Dalera, si è riconfermata campionessa olimpica, vincendo la competizione. La tedesca Isabell Werth, con il cavallo Wendy, e l'inglese Charlotte Fry, con il cavallo Glamourdale, hanno rispettivamente vinto la medaglia d'argento e di bronzo.

## Programma
| Data           | Ora (UTC+2) | Turno                 |
| -------------- | ----------- | --------------------- |
| 30 luglio 2024 | 11:00       | Grand Prix - Giorno 1 |
| 31 luglio 2024 | 10:00       | Grand Prix - Giorno 2 |
| 4 agosto 2024  | 10:00       | Grand Prix Freestyle  |
| Fonte:         |             |                       |

## Formato di gara
Il format di gara è cambiato radicalmente dal 2016. Si è passato da tre a due round e, inoltre, l'avanzamento è ora determinato prima dal piazzamento in gruppo che da quello generale (per cui esistono dei posti per i "perdenti fortunati"). I due round sono suddivisi rispettivamente in Grand Prix e Grand Prix Freestyle.
- Grand Prix: Tutti i 60 cavalieri e cavallerizze competono al Grand Prix, suddivisi in 6 gruppi da 10 atleti ciascuno. Questa fase è suddivisa in due giorni, con 3 gruppi in gara a giornata. I due migliori giocatori in ogni gruppi, insieme ai successivi 6 per punteggio ottenuto, per un totale di 18 atleti, accedono al Grand Prix Freestyle. La fase del Grand Prix funge anche da fase di qualificazione per gli eventi a squadre.
- Grand Prix Freestyle: I migliori 18 atleti ricevono un punteggio finale solamente in base alla loro performance durante il Grand Prix Freestyle. I punteggi ottenuti nella fase precedente del Grand Prix vengono annullati.

## Qualificazioni
Nella gara del dressage individuale, ogni Comitato olimpico nazionale (CON) può far entrare nella competizione fino a tre atleti qualificati. Alle qualificazioni vengono assegnate delle quote paese ai singoli CON, i quali selezionano gli atleti in base al ranking, per un massimo di 60 atleti in competizione.
Le 60 quote sono state suddivise come segue: 
- Squadre (45 posti): Ognuno dei 15 NOC qualificati nel dressage a squadre fa accedere i suoi 3 atleti al dressage individuale.
- Ranking (15 posti): I primi due atleti (1 per CON, esclusi i CON che hanno già squadre qualificate) nelle 7 regioni georafiche hanno ricevuto una quota olimpica. La restante quota olimpica è stata assegnata in base al ranking a prescindere dall'area geografica di provenienza. America del Nord e America del Sud sono state considerate come una unica area geografica.[6]

## Risultati

### Grand Prix
I due migliori giocatori in ogni gruppi, insieme ai successivi 6 per punteggio ottenuto, per un totale di 18 atleti, accedono al Grand Prix Freestyle.
| Pos.   | Gruppo | Cavaliere                 | Nazionalità     | Cavallo                    | Pt.GP  | Note |
| ------ | ------ | ------------------------- | --------------- | -------------------------- | ------ | ---- |
| 1      | F      | Jessica von Bredow-Werndl | Germania        | TSF Dalera                 | 82.065 | Q    |
| 2      | D      | Cathrine Laudrup-Dufour   | Danimarca       | Freestyle                  | 80.792 | Q    |
| 3      | D      | Isabell Werth             | Germania        | Wendy                      | 78.913 | Q    |
| 4      | A      | Charlotte Fry             | Gran Bretagna   | Glamourdale                | 78.028 | Q    |
| 5      | A      | Nanna Skodborg Merrald    | Danimarca       | Zepter                     | 78.028 | Q    |
| 6      | A      | Dinja van Liere           | Paesi Bassi     | Hermes                     | 77.764 | Q    |
| 7      | A      | Carl Hester               | Gran Bretagna   | Fame                       | 77.345 | Q    |
| 8      | B      | Daniel Bachmann Andersen  | Danimarca       | Vayron                     | 76.910 | Q    |
| 9      | D      | Isabel Freese             | Norvegia        | Total Hope                 | 76.817 | Q    |
| 10     | B      | Frederic Wandres          | Germania        | Bluetooth                  | 76.118 | Q    |
| 11     | C      | Becky Moody               | Gran Bretagna   | Jagerbomb                  | 74.938 | Q    |
| 12     | E      | Emmelie Scholtens         | Paesi Bassi     | Indian Rock                | 74.581 | Q    |
| 13     | C      | Patrik Kittel             | Svezia          | Touchdown                  | 74.317 | Q    |
| 14     | E      | Victoria Max-Theurer      | Austria         | FH Abbeglen                | 74.301 | Q    |
| 15     | E      | Therese Nilshagen         | Svezia          | Dante Weltino              | 73.991 | Q    |
| 16     | F      | Pauline Basquin           | Francia         | Sertorius de Rima Z        | 73.711 | Q    |
| 17     | B      | Emma Kanerva              | Finlandia       | Greek Air                  | 73.680 | Q    |
| 18     | E      | Sandra Sysojeva           | Polonia         | Maxima Bella               | 73.416 | Q    |
| 19     | B      | Flore de Winne            | Belgio          | Flynn FRH                  | 73.028 |      |
| 20     | C      | Adrienne Lyle             | Stati Uniti     | Helix                      | 72.593 |      |
| 21     | F      | Hans Peter Minderhoud     | Paesi Bassi     | Toto Jr.                   | 72.578 |      |
| 22     | D      | Domien Michiels           | Belgio          | Intermezzo V/H Meerdaalhof | 72.531 |      |
| 23     | C      | Larissa Pauluis           | Belgio          | Flambeau                   | 72.127 |      |
| 24     | F      | Nicolas Wagner            | Lussemburgo     | Quarter Back Junior FRH    | 71.988 |      |
| 25     | B      | Juliette Ramel            | Svezia          | Buriël K.H.                | 71.553 |      |
| 26     | D      | Florian Bacher            | Austria         | Escorial                   | 71.009 |      |
| 27     | E      | Julio Mendoza Loor        | Ecuador         | Goldstrike                 | 70.839 |      |
| 28     | F      | Borja Carrascosa          | Spagna          | Frizzantino FRH            | 70.823 |      |
| 29     | A      | Corentin Pottier          | Francia         | Gotilas du Feauillard      | 70.683 |      |
| 30     | D      | Henri Ruoste              | Finlandia       | Tiffanys Diamond           | 70.621 |      |
| 31     | E      | Alexandre Ayache          | Francia         | Jolene                     | 70.279 |      |
| 32     | F      | Simone Pearce             | Australia       | Destano                    | 70.171 |      |
| 33     | A      | João Oliva                | Brasile         | Feel Good VO               | 70.093 |      |
| 34     | C      | Hwang Young-shik          | Corea del Sud   | Delmonte 7                 | 70.000 |      |
| 35     | E      | William Matthew           | Australia       | Mysterious Star            | 69.953 |      |
| 36     | C      | Claudio Castilla Ruiz     | Spagna          | Hi-Rico Do Sobral          | 69.829 |      |
| 37     | B      | Abigail Lyle              | Irlanda         | Giraldo                    | 69.441 |      |
| 38     | A      | Justina Vanagaite         | Lituania        | Nabab                      | 69.208 |      |
| 39     | A      | Jayden Brown              | Australia       | Quincy B                   | 68.991 |      |
| 40     | F      | Melissa Galloway          | Nuova Zelanda   | Windermere J'Obei W        | 68.913 |      |
| 41     | A      | Naima Moreira Laliberte   | Canada          | Statesman                  | 68.711 |      |
| 42     | D      | Yessin Rahmouni           | Marocco         | All At Once                | 68.696 |      |
| 43     | F      | Camille Carier Bergeron   | Canada          | Finnländerin               | 68.338 |      |
| 44     | E      | Rita Ralao Duarte         | Portogallo      | Irao                       | 68.261 |      |
| 45     | A      | Stefan Lehfellner         | Austria         | Roberto Carlos MT          | 68.183 |      |
| 46     | B      | Patricia Ferrando         | Venezuela       | Honnaisseur                | 67.143 |      |
| 47     | B      | Katarzyna Milczarek       | Polonia         | Guapo                      | 66.910 |      |
| 48     | B      | António do Vale           | Portogallo      | Fine Fellow H              | 66.910 |      |
| 49     | C      | Chris von Martels         | Canada          | Eclips                     | 66.863 |      |
| 50     | C      | Maria Caetano             | Portogallo      | Hit Plus                   | 66.630 |      |
| 51     | F      | Steffen Peters            | Stati Uniti     | Suppenkasper               | 66.490 |      |
| 52     | D      | Anush Agarwalla           | India           | Sir Caramello OLD          | 66.444 |      |
| 53     | C      | Alisa Glinka              | Moldavia        | Abercrombie                | 66.056 |      |
| 54     | E      | Joanna Robinson           | Finlandia       | Glamouraline               | 65.630 |      |
| 55     | C      | Andrina Suter             | Svizzera        | Fibonacci                  | 65.590 |      |
| 56     | A      | Caroline Chew             | Singapore       | Zatchmo                    | 63.351 |      |
| 57     | E      | Yvonne Losos de Muniz     | Rep. Dominicana | Aquamarijn                 | 61.211 |      |
| 58     | D      | Juan Antonio Jiménez      | Spagna          | Euclides MOR               | 60.171 |      |
| 59     | F      | Aleksandra Szulc          | Polonia         | Breakdance                 | 60.078 |      |
| -      | B      | Marcus Orlob              | Stati Uniti     | Jane                       | EL     | EL   |
| Fonte: |        |                           |                 |                            |        |      |

### Grand Prix Freestyle
| Pos.    | Cavaliere                 | Nazionalità   | Cavallo             | Pt.GPF | Note |
| ------- | ------------------------- | ------------- | ------------------- | ------ | ---- |
| Oro     | Jessica von Bredow-Werndl | Germania      | TSF Dalera          | 90.093 |      |
| Argento | Isabell Werth             | Germania      | Wendy               | 89.614 |      |
| Bronzo  | Charlotte Fry             | Gran Bretagna | Glamourdale         | 88.971 |      |
| 4       | Dinja van Liere           | Paesi Bassi   | Hermes              | 88.432 |      |
| 5       | Cathrine Laudrup-Dufour   | Danimarca     | Freestyle           | 88.093 |      |
| 6       | Carl Hester               | Gran Bretagna | Fame                | 85.161 |      |
| 7       | Daniel Bachmann Andersen  | Danimarca     | Vayron              | 84.850 |      |
| 8       | Becky Moody               | Gran Bretagna | Jagerbomb           | 84.357 |      |
| 9       | Nanna Skodborg Merrald    | Danimarca     | Zepter              | 83.293 |      |
| 10      | Isabel Freese             | Norvegia      | Total Hope OLD      | 83.050 |      |
| 11      | Emmelie Scholtens         | Paesi Bassi   | Indian Rock         | 81.750 |      |
| 12      | Emma Kanerva              | Finlandia     | Greek Air           | 81.607 |      |
| 13      | Frederic Wandres          | Germania      | Bluetooth OLD       | 81.350 |      |
| 14      | Patrik Kittel             | Svezia        | Touchdown           | 80.854 |      |
| 15      | Sandra Sysojeva           | Polonia       | Maxima Bella        | 80.075 |      |
| 16      | Pauline Basquin           | Francia       | Sertorius de Rima Z | 79.118 |      |
| 17      | Victoria Max-Theurer      | Austria       | Abbeglen FH NRW     | 75.375 |      |
| 18      | Therese Nilshagen         | Svezia        | Dante Welting OLD   | 74.714 |      |
| Fonte:  |                           |               |                     |        |      |